# Kalophrynus heterochirus
Espèce
Statut de conservation UICN

 LC  : Préoccupation mineure
Kalophrynus heterochirus est une espèce d'amphibiens de la famille des Microhylidae.

## Répartition
Cette espèce est endémique du centre et du Nord-Est de Bornéo. Elle se rencontre entre 200 et 1 300 m d'altitude, :
- en Indonésie dans l'État de Kalimantan ;
- en Malaisie orientale dans les États de Sabah et Sarawak.

## Description
Kalophrynus heterochirus mesure environ 30 mm. Son dos est brun violacé.

## Publication originale
- Boulenger, 1900 : Description of new reptiles and batrachians from Borneo. Proceedings of the Zoological Society of London, vol. 1900, p. 182–187 (texte intégral).